# Pierre Lambert
Pierre Boussel, més conegut pel seu pseudònim de Pierre Lambert o simplement Lambert (París, 9 de juny de 1920 - ídem, 16 de gener de 2008), polític francès, que va ser a partir de 1953 (any de l'escissió de la IV Internacional fundada quinze anys abans davall l'ègida de Lleó Trotsky) un dels principals líders del moviment trotskista internacional.

## El compromís i l'ocupació
Va nàixer en una família d'immigrants jueus russos. Son pare Isser Boussel era sastre i sa mare Sorka Grinberg ama de casa; Pierre va ser controlador de subsidis familiars fins al seu retir el 1980. El 1937 va adherir a l'Entente de jóvens socialistes de la Seine, a l'edat de 14 anys, llavors dominada per l'organització de Marceau Pivert, l'Esquerra revolucionària. El moviment va ser penetrat per militants trotskistes entre els quals Pierre Frank, que van portar a Pierre Boussel a unir-se al moviment.
El 15 de febrer de 1940, Pierre Boussel va ser detingut amb setze militants que s'identificaven amb la Quarta Internacional. La inculpació menciona el càrrec d'acusació següent: "infracció al decret del 1r de setembre de 1939 sobre la publicació de textos de naturalesa perjudicial per a la moral de les Forces Armades i de la població". L'informe policial acaba així: "s'identifiquen obertament amb el marxismeleninisme integral, el derrotisme revolucionari i l'antimilitarisme".
El 1940-1941, va ser membre del Partit Comunista Internacionalista de Henri Molinier. Este preconitza i practica la infiltració en la Unió Nacional Popular de Marcel Déat (prenent inclús la paraula en un congrés d'este partit) fins a 1941, any durant el qual renúncia a la seua orientació i s'unix a la resistència, en el si de la qual mor a l'agost de 1944, mort en els combats per l'alliberament. Pierre Boussel-Lambert denúncia diverses vegades l'orientació "Testu" (pseudònim de Molinier) en els butlletins interns del Comitè Comunista Internacionalista, organització a què pertanyien ambdós hòmens, i no practica en cap moment la infiltració en organitzacions feixistes com la Unió Nacional Popular.
Davall l'ocupació, Pierre Lambert és exclòs amb la seua companya. S'unix llavors al desembre de 1943 a un altre grup trotskista: el Partit Obrer Internacionalista (POI) que desenrotlla la idea del derrotisme revolucionari. S'oposen en particular a les consignes del Partit Comunista Francés durant els combats de l'alliberament, "A cada un el seu embotxe(alemany)", i oposa a això l'orientació de la fraternització dels treballadors francesos amb els soldats alemanys i aliats: "Darrere de cada soldat nazi s'amaga un treballador alemany!".

## Escissió de la IV Internacional
Pel seu comportament durant la guerra, Lambert va ser exclòs de la CGT com "hitlero-trotskista" (era el nom que el Partit Comunista Francés aplicava als trotskistes en general) el 1950. S'unix llavors a Força Obrera, on s'ocuparà de les responsabilitats de la Seguretat Social.
Després de la guerra, la majoria del PCI dirigida per Marcel Bleibtreu, Michel Lequenne i Pierre Lambert rebutja el 1953 les tesis del secretari de la IV Internacional, Michel Pablo, i el PCI s'escindix en dos. Pierre Lambert es transforma amb Stéphane Just en el principal dirigent del grup majoritari que, després de nombroses partides (entre elles les de Marcel Bleibtreu et Michel Lequenne) es reconstruirà per a convertir-se el 1965 en l'Organisation Communiste Internationaliste (OCI), que passarà a ser el Partit Comunista Internacionalista (PCI) el 1982.
El 1984, Pierre Lambert proposa al partit una nova orientació, la "línia de la democràcia", que provocarà un important debat i portarà a la creació del Moviment per un Partit dels Treballadors el 1986, i després del Partit dels Treballadors el 1992. Els trotskistes, que representarien al voltant de la mitat dels adherents, es reagrupen en el Corrent Comunista Internacionalista (CCI).
La IV Internacional s'escindix llavors en dos corrents: per un costat els "pablistas" (representats hui a França per la Lliga Comunista Revolucionària, LCR) i per un altre els "lambertistes" (representats a França pel Corrent Comunista Internacionalista del Partit dels Treballadors). Lambert i els seus camarades decidixen a continuació de l'escissió de 1953 reconstruir la IV Internacional entorn del Programa de Transició redactat per Trotsky, a la qual cosa consideren haver arribat amb la conferència de reproclamació de la IV Internacional el 1993.

## Candidat en les eleccions presidencials
Després d'haver cridat a votar a François Mitterrand des de la primera ronda el 1981, Lambert va ser candidat en l'elecció presidencial de 1988, però només va obtenir el 0,38% dels sufragis. El seu Corrent Comunista Internacionalista, trotskista, és hui la principal component del Partit dels Treballadors. La seua successió pareix assegurada per Daniel Gluckstein.